# Bentcho Obrechkov
Bentcho Iordanov Obrechkov (en bulgare Бенчо Йорданов Обрешков, translittération internationale Benčo Jordanov Obreškov), né le 27 avril 1899 à Karnobat et mort le 8 avril 1970 à Sofia, est un peintre bulgare.

## Biographie
Diplômé en 1920 de l'École des beaux-arts de Sofia, Bentcho Obrechkov se spécialisa en peinture à l'Académie des beaux-arts de Dresde sous la direction d'Oskar Kokoschka et Otto Dix en 1926. Il a été élève d'Antoine Bourdelle à l'Académie de la Grande Chaumière à Paris entre 1925 et 1927. Il rentra en Bulgarie en 1927 et y mena une carrière de peintre, membre du mouvement artistique Rodno izkustvo (« art du pays natal »). Il devint un membre actif de la Société nationale des beaux-arts de Bulgarie et, en 1937, de la Nouvelle Société des artistes. Il se spécialisa dans la peinture de paysages et les portraits, mais surtout dans les natures mortes. Plus de 250 de ses œuvres ont été détruites lors des bombardements de Sofia en 1944.